# Tierras Blancas (Baja California)
Tierras Blancas o Ejido Álvaro Obregón, es una localidad mexicana, del municipio de Mexicali, Baja California, enclavada en la delegación Batáquez perteneciente a la zona del Valle de Mexicali. Según el censo del 2010 realizado por el INEGI, la población en aquel momento ascendía a 140 habitantes Se ubica en las coordenadas 32°33'17.7" De latitud norte y 115°02'49.8" de longitud Oeste. La carretera federal 2 recorre el extremo este del poblado,,2 esta es una de las principales vías del municipio ya que entronca en su extremo oeste con la carretera federal No. 2 que va hacia el poblado Batáquez que es unas de las principales localidades del municipio de Mexicali  y al este se comunica con Ejido Tehuantepec (Baja California) que es una localidad del Valle de Mexicali.